# Bruja del Mar
La Bruja del Mar (La Bruja Marina en España) (Sea Hag), es un personaje ficticio de las tiras cómicas de Popeye en los medios de King Features Syndicate. Es una bruja alta, de aparencia masculina en los cómics como un nemesis al personaje de Popeye. La Bruja del Mar fue creado por Elzie Crisler Segar en 1929 como parte de la tira cómica de Thimble Theatre.

## Otros medios
- En la década de 1960, la Bruja del Mar hizo su debut en la televisión en Popeye el Marino. Ella fue interpretada por la actriz Mae Questel que también dio la voz de Olive Olivo y Cocoliso.[1]
- En 1978, la Bruja del Mar apareció en la serie animada La nueva hora de Popeye. Fue expresada por la actriz Marilyn Schreffler, quien también dio la voz de Oliva.
- Ella aparece en el primer episodio de Popeye e Hijo, donde viene a recoger una sirena de madera de deriva que cayó de su nave. Bluto la había tomado, y la usó como una decoración clave para su fiesta de yates. La Bruja del Mar intenta hundir el barco con numerosos invitados a bordo para reclamarlo. El hijo de Popeye, Junior, después de comer espinacas, aborda el barco y devuelve su sirena a la bruja.
- En 1982 el juego arcade de Popeye, la Bruja del Mar aparece en las etapas más altas para lanzar botellas a Popeye, y su buitre Bernard ataca a Popeye durante la tercera etapa.
- La banda de doom/sludge Burning Witch tiene una canción llamada "Seahag" en su álbum de 1998, Crippled Lucifer.
- En 2004, la actriz Kathy Bates interpretó la voz de La Bruja del Mar y La Sirena para la película animada 3D CGI El viaje de Popeye. El argumento refiere al viaje de Popeye para encontrar a su padre perdido Pappy Poopdeck, aprovechando el tiempo de las vacaciones. Mientras navega por el peligroso Mar del Misterio, se encuentra con la villana Bruja del Mar, que es herida por el marinero y luego proclama de no detenerse en nada hasta que ella le atrape. Su apariencia es de una mujer mayor con piel verdosa y tersa. Toma la forma de una sirena a voluntad para tratar de seducir a Popeye y cuando esta en su verdadera forma puede convertir sus extremidades en tentáculos similares a la de un pulpo.[2]